# Файнзільберг Леонід Соломонович
Леонід Соломонович Файнзільберг (нар. 5 січня 1949, Київ) — український вчений, винахідник, доктор технічних наук, професор.
Головний науковий співробітник Інституту інформаційних технологій і систем НАН України.
Професор кафедри біомедичної кібернетики факультету біомедичної інженерії Національного технічного університету України «Київський політехнічний інститут імені Ігоря Сікорського».

## Біографія
Народився 5 січня 1949 року в Києві.
У 1972 році закінчив Національний технічний університет України «Київський політехнічний інститут імені Ігоря Сікорського» за спеціальністю «Автоматизація теплоенергетичних процесів».

## Наукова діяльність
У 1982 році захистив кандидатську[⇨], в 2004 — докторську дисертацію[⇨]. Старший науковий співробітник (1991), доцент (2002), професор (2018).
Основні напрямки досліджень:
- автоматизація процесів контролю технологічних параметрів,
- інтелектуальні інформаційні технології,
- методи і засоби оброблення сигналів складної форми.

Член вченої ради української асоціації «Комп'ютерна медицина». Автор понад 300 наукових робіт, зокрема 7 монографій[⇨] ,2 підручника та 50 винаходів, на які отримано патенти США, Англії, Німеччини, Японії та інших країн.
Розробив цифровий аналізатор «Вуглець» для оперативного контролю в цифровій формі вмісту вуглецю в рідкій сталі по температурі початку кристалізації.
Розробив метод оброблення сигналів в так званому фазовому просторі, який дозволяє одночасно оцінювати як амплітудні, так і швидкісні параметри елементів кардіосигналу і з високою точністю оцінити форму електрокардіограми, визначити ознаки навіть самих незначних патологічних змін у серці, які при традиційному способі обробки сигналу непомітні [див. Застосування методу фазаграфії [Архівовано 25 липня 2018 у Wayback Machine.] / Методичні рекомендації Міністерства охорони здоров'я України. — К., 2017. — 32 с (на укр.языке)].
Метод реалізовано в системі «Фазаграф» і в мобільному варіанті (смартфон, планшет).

### Обрані праці
- Файнзильберг Л. С. Вопросы статистического распознавания и их приложение к задаче обработки сигналов при термографическом анализе: Автореф. дис. … канд. техн. наук. — Киев, 1982. — 24 с.
- Файнзільберг Л.С. Методи та системи штучного інтелекту : підручник для студентів спеціальноcті «Комп’ютерні науки» освітньо-професійної програми «Комп’ютерні технології в біології та медицині». – Київ, ТОВ «7БЦ», 2023. – 316 с. – ISBN 978-617-549-255-0.
- Гриценко В.И., Файнзильберг Л.С. Интеллектуальные информационные технологии в цифровой медицине на примере фазаграфии. — Киев: Наукова Думка, 2019. —  423 с. —ISBN 978-966-00-1742-9.
- Жуковська О. А., Файнзільберг Л. С. Математичні моделі колективних рішень. — Київ: Освіта України, 2018. — 160 с. — ISBN 978-617-7625-08-6.
- Файнзильберг Л. С. Основы фазаграфии. — Киев: Освита Украины, 2017. — 264 с. — ISBN 978-617-7480-31-9.
- Файнзільберг Л. С., Жуковська О. А., Якимчук В. С. Теорія прийняття  рішень: підручник для студентів спеціальності «Комп'ютерні науки та інформаційні технології», спеціалізації «Інформаційні технології в біології та медицині». — Київ: Освіта України, 2018. — 246 с. — ISBN 978-617-7480-99-9.
- Файнзильберг Л. С. Компьютерная диагностика по фазовому портрету электрокардиограммы. -Киев: Освита Украины, 2013. — 191 с. — ISBN 978-966-188-336-8.
- Файнзильберг Л. С. Математические методы оценки полезности диагностических признаков. — Киев: Освита Украины, 2010. — 152 с. — ISBN 978-966-188-134-0.
- Файнзильберг Л. С. Информационные технологии обработки сигналов сложной формы. Теория и практика. — Киев: Наукова думка, 2008. — 334 c. — ISBN 978-966-00-0805-2.

- Файнзильберг Л. С. Методы и инструментальные средства оценки состояния объектов по сигналам с локально сосредоточенными признаками: дис. … д-ра техн. наук. — Киев, 2004. — 403 л.
- Чайковский И. А., Файнзильберг Л. С. Медицинские аспекты применения устройства «ФАЗАГРАФ» в клинической практике и в домашних условиях. — Киев: [б.и.], 2009. — 74 с. — ISBN 978-966-02-5004-8.

## Нагороди
- Грамота Верховної Ради України.
- Звання «Кращий винахідник Національної академії наук України».
- Відзнака Національної академії наук України «ЗА ПІДГОТОВКУ НАУКОВОЇ ЗМІНИ».